# 239672 SOFIA
239672 SOFIA este o planetă minoră (asteroid) din centura de asteroizi. A fost descoperită pe 21 decembrie 2008 la Observatorio de Calar Alto⁠(d) de Felix Hormuth⁠(d). 
Obiectul prezintă o orbită caracterizată de o semiaxă mare de 2,8513326416877 UAi, o excentricitate de 0,1, o înclinație de 10,3 ° în raport cu ecliptica.